# Oración copulativa
Una oración copulativa, oración atributiva u oración de predicado nominal es aquella oración simple que tiene un verbo copulativo, que sirve principalmente como nexo con un argumento llamado atributo. El verbo copulativo más el atributo forman un predicado nominal. Las oraciones copulativas son uno de los tres tipos de oraciones simples que reconoce la gramática tradicional según el criterio de la estructura o composición interna; los otros dos tipos son las oraciones predicativas y las oraciones semipredicativas.
Ejemplos de oraciones copulativas en español: Pedro es camarero. Pedro está cansado. Pedro parece listo.
En las lenguas indoeuropeas, entre otras, la predicación nominal se realiza mediante oraciones copulativas, aunque otras lenguas carecen de verbos copulativos, usando otras soluciones para la predicación nominal o atributiva.
En este tipo de oraciones de predicado nominal, el verbo prácticamente está vacío de significado y actúa como unión entre el sujeto y el atributo. Este último es la palabra que aporta más carga semántica al predicado nominal, mientras que el verbo, núcleo sintáctico, expresa tiempo, modo y aspecto.

## Oración copulativa en español
Los verbos copulativos en español son ser, estar, parecer y resultar, y algunos autores incluyen también llegar a ser. El predicado de las oraciones copulativas es nominal, pues su verdadero núcleo es el atributo. Este atributo puede ser tanto un sintagma nominal como un sintagma adjetivo.
Un hecho sintáctico interesante es que el sujeto debe concordar en número y persona con el atributo:
Mi tía es profesora. / Mis tías son profesoras.
Mi primo es alto. / Mis primos son altos.

## Oración copulativa en lenguas indoeuropeas
Las indoeuropeas se distinguen porque las oraciones copulativas aunque carecen de un sintagma verbal, sí tienen la estructura de un sintagma de tiempo, recayendo la inflexión de número, tiempo y modo en el auxiliar que ocupa la posición de núcleo del sintagma de tiempo. En muchas lenguas del mundo no existen verbos copulativos o cópulas y el atributo sencillamente se yuxtapone al sujeto.
- Datos: Q2842461